# Reinaldo Marcus Green
Reinaldo Marcus Green (El Bronx, Nueva York, 1981) es un director de cine, guionista y productor estadounidense de cine y televisión. Es conocido por dirigir las películas Monsters and Men (2018), Joe Bell (2020) y King Richard (2021), esta última nominada a mejor película en la 94.ª edición de los Premios Óscar.

## Primeros años
Green nació en El Bronx, de padre afroestadounidense y madre puertorriqueña y creció en Staten Island, entre otras áreas de la ciudad de Nueva York. Sus padres se divorciaron y él y su hermano Rashaad vivían principalmente con su padre. Jugaron béisbol mientras crecían y tenían ambiciones de llegar a la MLB.
Green asistió a la escuela secundaria Port Richmond. Luego completó una Maestría en Educación en la Universidad Fairleigh Dickinson y enseñó en una escuela primaria. Luego trabajó en American International Group durante cinco años como director de programación educativa y adquisición de talentos, ya que necesitaba el dinero para pagar sus préstamos universitarios. Sin embargo, el departamento de Green se redujo debido a la Crisis financiera de 2008.
Desilusionado de Wall Street y presentado al cine por su hermano, Green se inscribió en el programa de posgrado en cine de la Tisch School of the Arts cuando tenía 27 años y desde entonces ha enseñado en la institución como profesor adjunto.

## Carrera
Green ganó reconocimiento por primera vez a través de sus primeros cortometrajes, tanto en solitario como en colaboración con su hermano. Entre estos estaban Stone Cars, filmada en Ciudad del Cabo, Sudáfrica, y exhibida en la Cinéfondation 2014 en Cannes, y Stop, que se inspiró en el Asesinato de Trayvon Martin y se estrenó en el Festival de Cine de Sundance 2015.
Después de recibir la Beca del Instituto Sundance en 2017, Green hizo su debut cinematográfico con el drama Monsters and Men de 2018, que ganó el Premio Especial del Jurado a la Primera Película Destacada en el Festival de Cine de Sundance. Su siguiente proyecto fue Joe Bell, producido por Jake Gyllenhaal y Cary Joji Fukunaga, y protagonizado por Mark Wahlberg, Connie Britton y Maxwell Jenkins.
Para su primer proyecto de televisión, Green dirigió tres episodios del drama criminal británico Top Boy para su tercera serie, que se estrenó en 2019.
En junio de 2019, se anunció que Green dirigiría una película biográfica titulada King Richard, sobre el entrenador de tenis y padre de las tenistas estadounidenses Venus y Serena Williams, Richard Williams, protagonizada por Will Smith.
Green dirigió la miniserie de HBO We Own This City, basada en el libro de no ficción del mismo nombre de Justin Fenton. Además, está confirmado para dirigir la próxima película biográfica de Bob Marley protagonizada por Kingsley Ben-Adir para Paramount Pictures, así como una comedia dramática sin título para Lionsgate.

## Filmografía

### Cine
| Año  | Título               | Director | Guionista |
| ---- | -------------------- | -------- | --------- |
| 2018 | Monsters And Men     | ✓        | ✓         |
| 2020 | Joe Bell             | ✓        |           |
| 2021 | King Richard         | ✓        |           |
| 2024 | Bob Marley: One Love | ✓        |           |

### Televisión
| Año  | Título           | Director | Nota                    |
| ---- | ---------------- | -------- | ----------------------- |
| 2019 | Top Boy          | ✓        | 3 episodios (3.ª serie) |
| 2022 | We Own This City | ✓        | 6 episodios             |

### Cortometrajes
- 2014: Stone Cars
- 2015: Stop